# Białoruś na Mistrzostwach Świata w Lekkoatletyce 2019
Białoruś na Mistrzostwach Świata w Lekkoatletyce 2019 – reprezentacja Białorusi podczas mistrzostw świata w Doha liczyła 30 zawodników.

## Skład reprezentacji

### Mężczyźni
| Zawodnik            | Konkurencja                     | Eliminacje | Eliminacje | Półfinał | Półfinał | Finał   | Finał   |
| Zawodnik            | Konkurencja                     | Wynik      | Pozycja    | Wynik    | Pozycja  | Wynik   | Pozycja |
| ------------------- | ------------------------------- | ---------- | ---------- | -------- | -------- | ------- | ------- |
| Uładzisłau Pramau   | maraton                         | —          | —          | —        | —        | 2:31:04 | 53.     |
| Witalij Parachońka  | bieg na 110 metrów przez płotki | 13,65      | 23.        | NQ       | NQ       | NQ      | NQ      |
| Alaksandr Lachowicz | chód na 20 kilometrów           | —          | —          | —        | —        | 1:44:25 | 40      |
| Dzmitryj Dziubin    | chód na 50 kilometrów           | —          | —          | —        | —        | DNF     | DNF     |

| Zawodnik            | Konkurencja    | Kwalifikacje | Kwalifikacje | Finał | Finał   |
| Zawodnik            | Konkurencja    | Wynik        | Pozycja      | Wynik | Pozycja |
| ------------------- | -------------- | ------------ | ------------ | ----- | ------- |
| Dzmitryj Nabokau    | skok wzwyż     | 2,26         | 18.          | NQ    | NQ      |
| Maksim Niedasiekau  | skok wzwyż     | 2,26         | 11. q        | 2,33  | 4.      |
| Hleb Dudarau        | rzut młotem    | 76,28        | 11. q        | 76,00 | 8.      |
| Zachar Machrosienka | rzut młotem    | 74,80 m      | 15.          | NQ    | NQ      |
| Alaksiej Katkawiec  | rzut oszczepem | 82,08        | 14.          | NQ    | NQ      |
| Pawieł Mialeszka    | rzut oszczepem | 75,14        | 27.          | NQ    | NQ      |

Dziesięciobój
| Zawodnik    | Konkurencja | 100 m | LJ   | SP    | HJ   | 400 m | 110H  | DT    | PV   | JT    | 1500 m  | Wynik | Pozycja |
| ----------- | ----------- | ----- | ---- | ----- | ---- | ----- | ----- | ----- | ---- | ----- | ------- | ----- | ------- |
| Witalij Żuk | Rezultat    | 10,95 | 6,63 | 15,13 | 1,96 | 48,08 | 14,49 | 46,64 | 4,80 | 55,00 | 4:35,45 | 8058  | 13.     |
| Witalij Żuk | Punkty      | 872   | 727  | 798   | 767  | 905   | 912   | 801   | 849  | 663   | 709     | 8058  | 13.     |

### Kobiety
| Zawodniczka          | Konkurencja                     | Eliminacje | Eliminacje | Półfinał | Półfinał | Finał   | Finał   |
| Zawodniczka          | Konkurencja                     | Wynik      | Pozycja    | Wynik    | Pozycja  | Wynik   | Pozycja |
| -------------------- | ------------------------------- | ---------- | ---------- | -------- | -------- | ------- | ------- |
| Kryscina Cimanouska  | bieg na 200 metrów              | 23,22      | 26.        | NQ       | NQ       | NQ      | NQ      |
| Darja Barysiewicz    | bieg na 1500 metrów             | 4:08,19    | 18. q      | 4:17,04  | 21.      | NQ      | NQ      |
| Nastassia Iwanowa    | maraton                         | —          | —          | —        | —        | 2:48:41 | 17.     |
| Swiatłana Kudzielicz | maraton                         | —          | —          | —        | —        | 3:00:38 | 32.     |
| Wolha Mazuronak      | maraton                         | —          | —          | —        | —        | 2:36:21 | 5.      |
| Elwira Hierman       | bieg na 100 metrów przez płotki | 12,84      | 12. Q      | 12,78    | 9.       | NQ      | NQ      |
| Darja Pałuektawa     | chód na 20 kilometrów           | —          | —          | —        | —        | 1:37:42 | 14.     |
| Nadzieja Darażuk     | chód na 50 kilometrów           | —          | —          | —        | —        | 4:47:26 | 13.     |
| Nadzieja Darażuk     | chód na 50 kilometrów           | —          | —          | —        | —        | 4:44:01 | 12.     |

| Zawodniczka                 | Konkurencja    | Kwalifikacje | Kwalifikacje | Finał  | Finał   |
| Zawodniczka                 | Konkurencja    | Wynik        | Pozycja      | Wynik  | Pozycja |
| --------------------------- | -------------- | ------------ | ------------ | ------ | ------- |
| Nastassia Mironczyk-Iwanowa | skok w dal     | 6,69         | 7. q         | 6,76   | 5.      |
| Iryna Waśkouska             | trójskok       | 13,67        | 21.          | NQ     | NQ      |
| Karyna Dziamidzik           | skok wzwyż     | 1,94         | 2. Q         | 1,96   | 6.      |
| Iryna Żuk                   | skok o tyczce  | 4,60         | 1. Q         | 4,70 = | 7.      |
| Alona Dubicka               | pchnięcie kulą | 18,51        | 8. Q         | 18,86  | 6.      |
| Alena Pasiecznik            | pchnięcie kulą | 17,55        | 18.          | NQ     | NQ      |
| Anastasija Kałamojec        | rzut młotem    | 69,67        | 16.          | NQ     | NQ      |
| Hanna Małyszczyk            | rzut młotem    | 72,59        | 8. Q         | 71,24  | 10.     |
| Alena Sobalewa              | rzut młotem    | 71,52        | 11. q        | 70,45  | 11.     |
| Tacciana Chaładowicz        | rzut oszczepem | 61,74        | 8. q         | 62,54  | 6.      |